# Pinakel

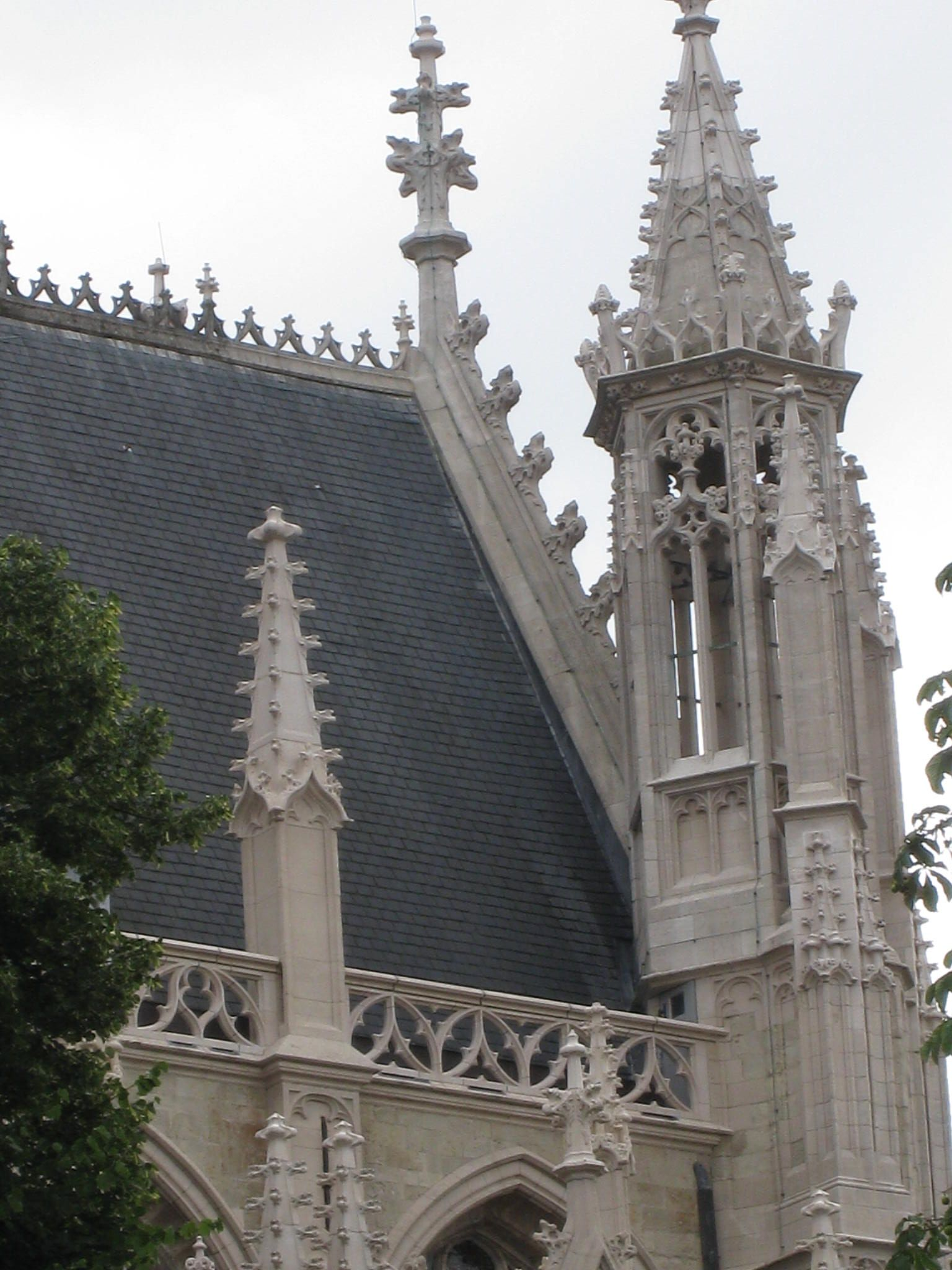
Pinakel aan de Onze-Lieve-Vrouw ter Zavelkerk te Brussel

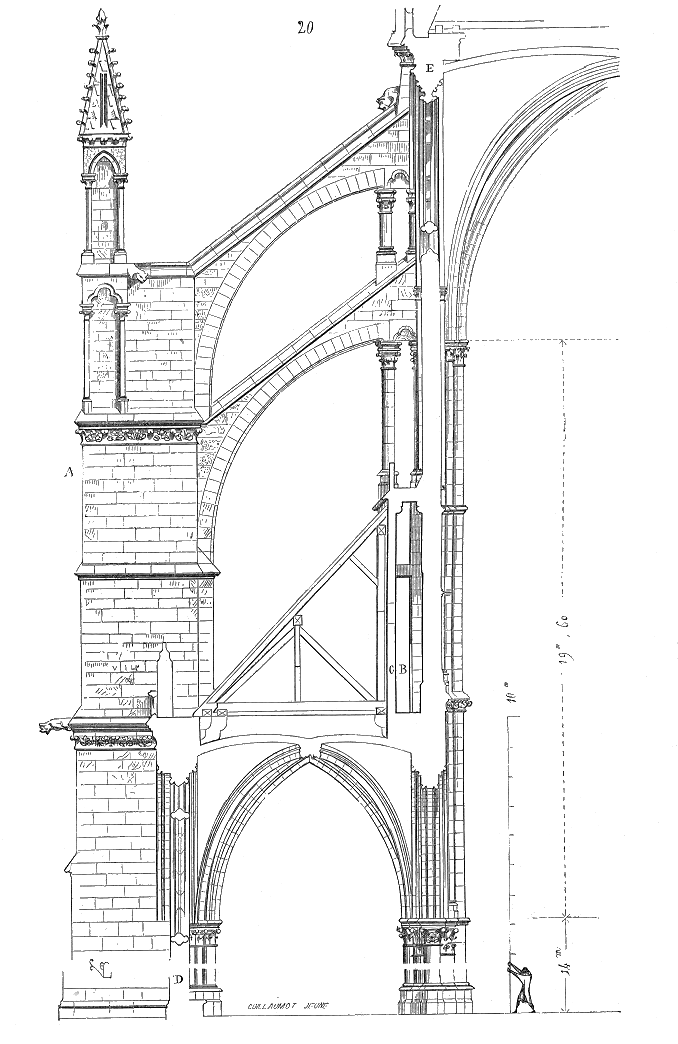
Doorsnede van de kathedraal van Amiens met rechts het schip, onderaan in het midden de zijbeuk, daarboven twee luchtbogen. Helemaal linksboven is een pinakel geplaatst op een luchtboogstoel. Deze luchtboogstoel staat op de steunbeer

Een pinakel (Latijn: pinna: veer, vleugel) of fioel is een slanke torenvormige beëindiging en bestaat uit een voet, schacht of lijf met daarop een spits of kepel. Het lijf is vaak vier- of achthoekig en versierd met casementen. De kepel wordt bekroond met een kruisbloem of finaal.
De pinakel komt voor op steunberen of luchtboog en boven en naast frontalen. Behalve als versiering dient de pinakel ook om het gewicht van de steunbeer te vergroten, zodat de steunbeer meer druk van de luchtbogen kan opnemen.
De pinakel komt veel voor bij de gotische kerkbouw.
Wanneer een pinakel op de hoek van een toren is geplaatst wordt ze een hoekpinakel genoemd.

## Galerij

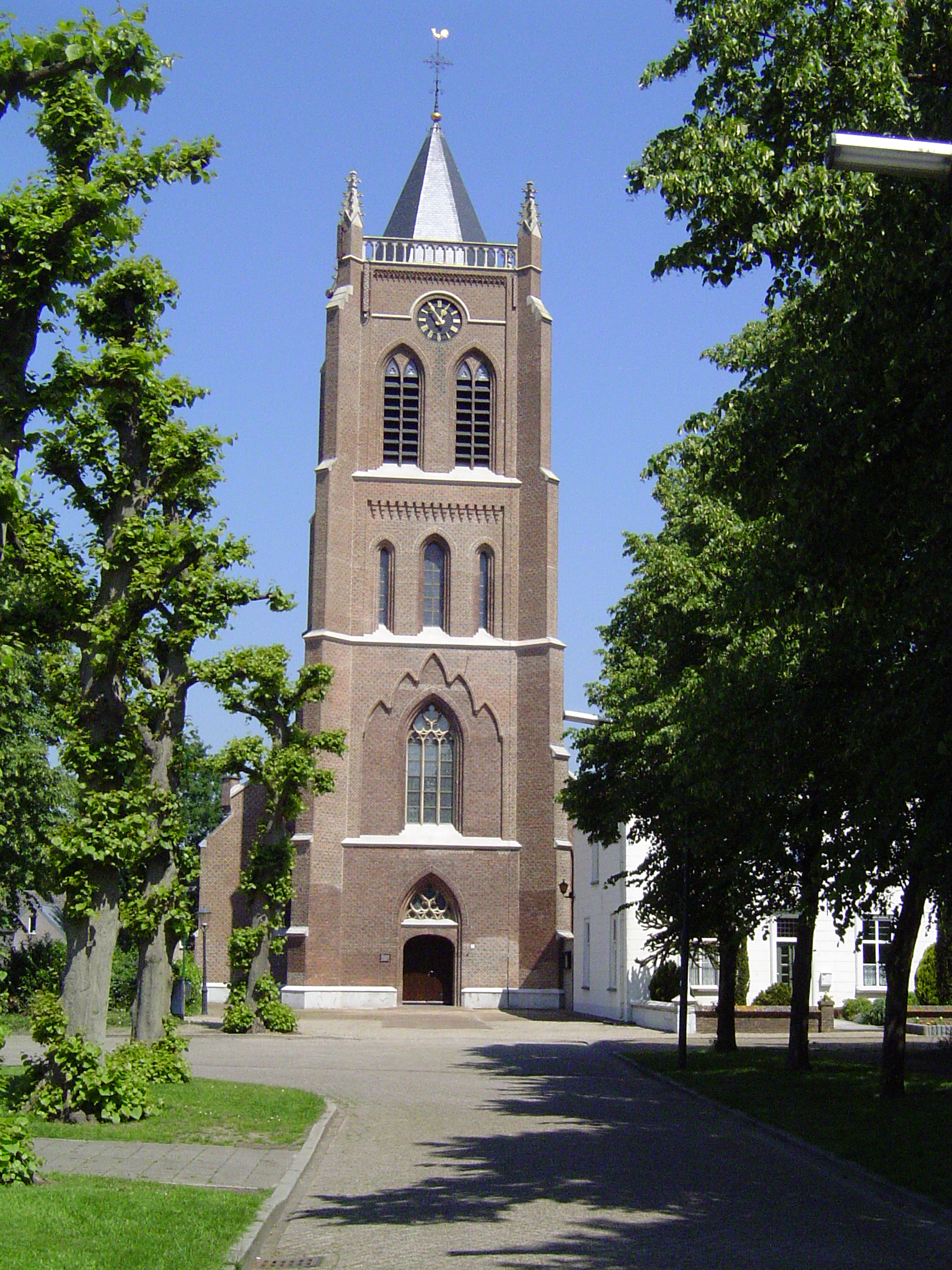
Kerktoren met hoekpinakels
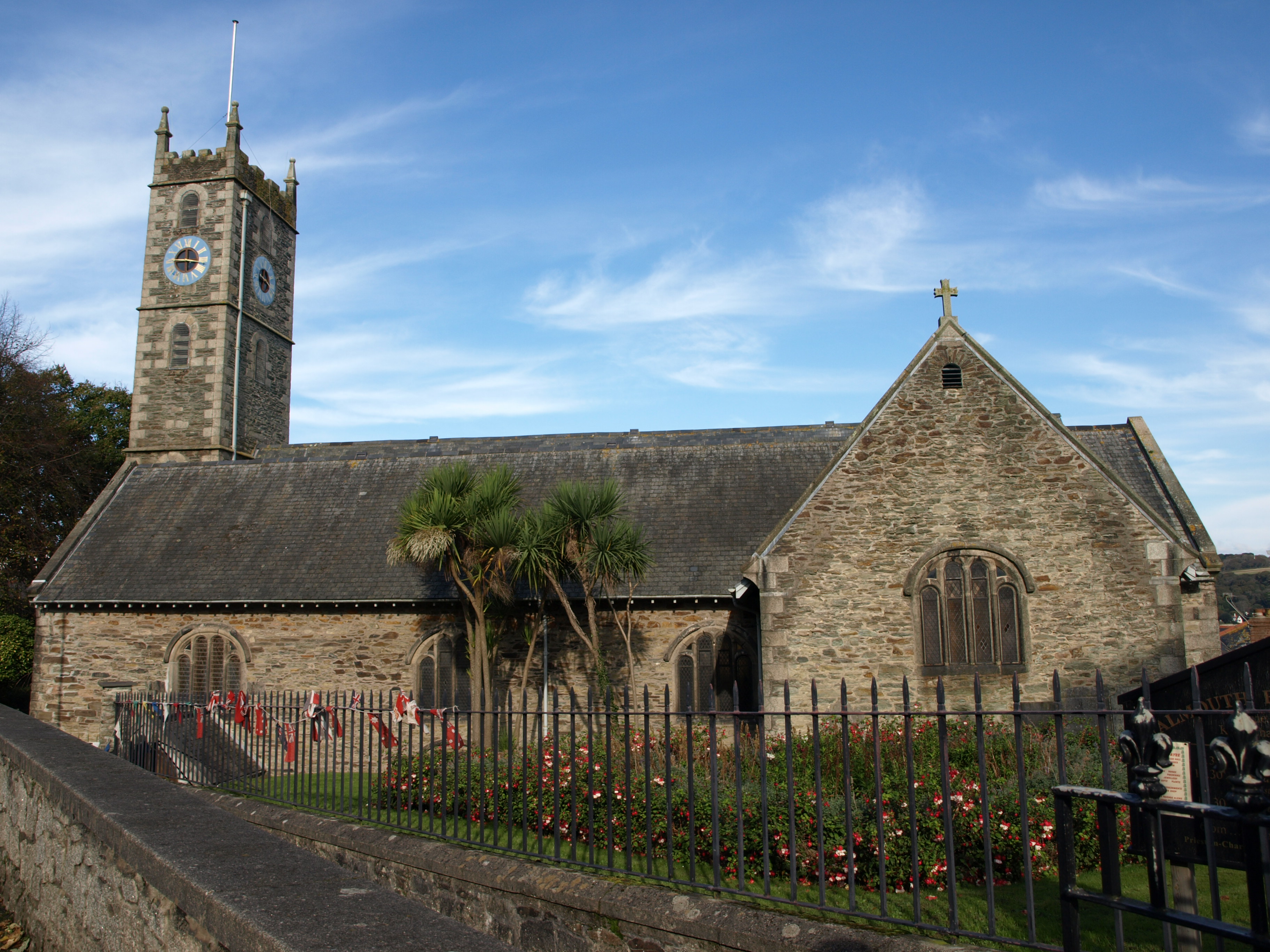
De kerktoren in Falmouth (Cornwall) met vier hoekpinakels
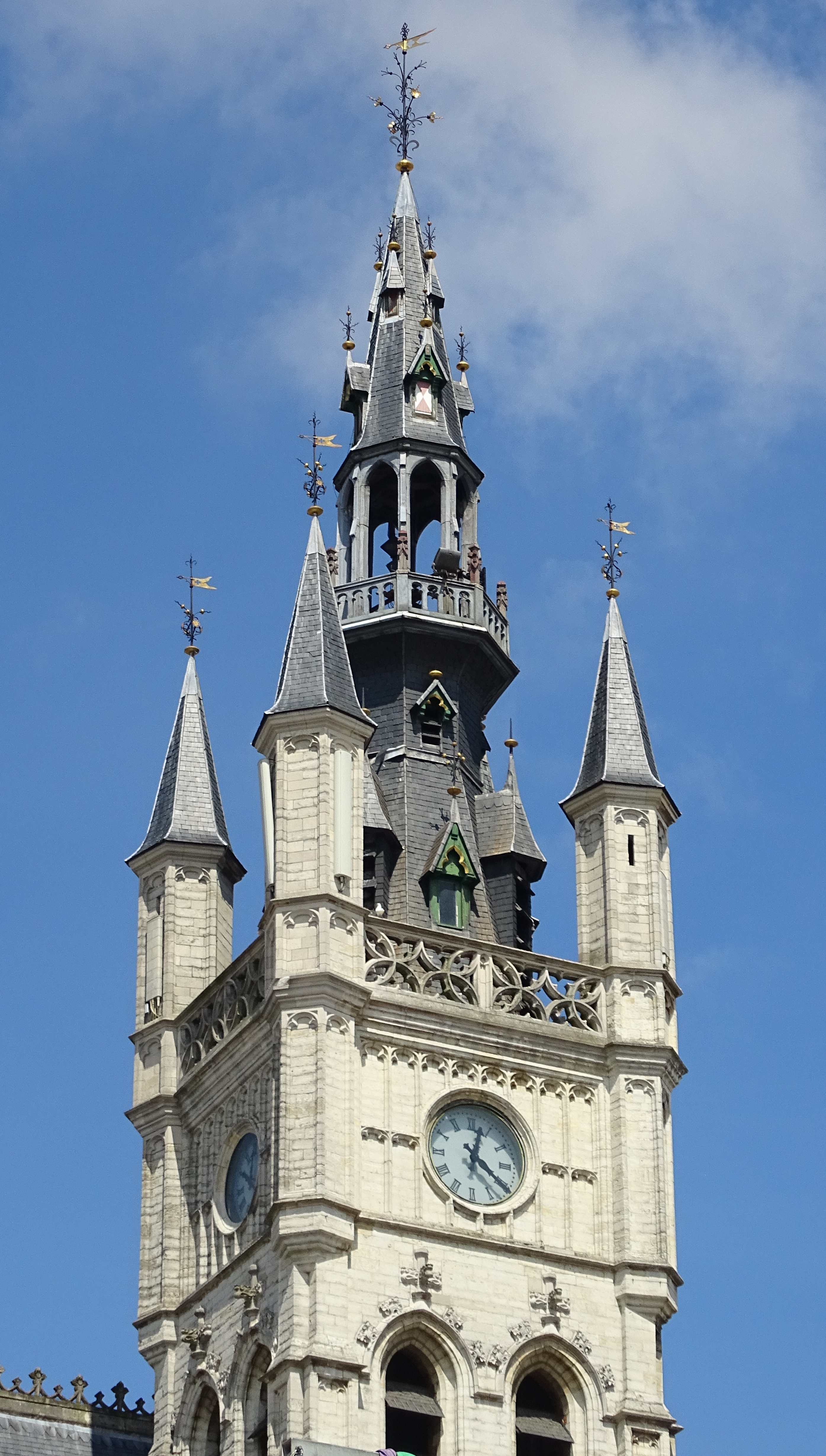
De belforttoren van het stadhuis van Sint-Niklaas met vier pinakels